# Bordvertretung
Die Bordvertretung ist die gewählte Vertretung der Besatzungsmitglieder eines Handelsschiffes gegenüber dessen Kapitän. Sie tritt auf Schiffen an die Stelle des Betriebsrats in Betrieben nach dem Betriebsverfassungsgesetz. Ansprech- bzw. Verhandlungspartner der Bordvertretung ist der Kapitän des Schiffes. Für die Gesamtheit der Schiffe und deren Besatzungsmitglieder eines Seeschifffahrtsunternehmens ist der Seebetriebsrat zuständig.

## Rechtliche Grundlage
Grundlage für die Bildung (Wahl), Geschäftsführung und Aufgaben der Bordvertretung ist das Betriebsverfassungsgesetz (BetrVG). In den §§ 114 bis 116 sind die Besonderheiten des BetrVG für die Seeschiffe der Seeschifffahrtsunternehmen geregelt. 
In § 115 BetrVG sind die Besonderheiten der Bildung, Funktion und Aufgaben der Bordvertretungen im Unterschied zu den Betriebsräten an Land festgelegt. Soweit etwas nicht ausdrücklich abweichend geregelt ist, gelten die sonstigen Bestimmungen des BetrVG für die Betriebsräte auch für die Bordvertretungen.
Für die Schiffe der Bundes- und Landesverwaltungen sowie für die zivil besetzten Schiffe der Bundeswehr gilt für die Vertretung der Besatzungsmitglieder das Bundespersonalvertretungsgesetz (BPersVG), für die militärisch besetzten Schiffe der Bundeswehr das Soldatenbeteiligungsgesetz (SBG).

## Zusammensetzung und Wahl
Bordvertretungen können auf Schiffen mit mindestens fünf wahlberechtigten Besatzungsmitgliedern, von denen drei wählbar sind, gewählt werden. Für die Wahlen der Bordvertretungen gelten die allgemeinen Bestimmungen der Wahlen zu den Betriebsräten mit einigen Abweichungen. 
Weitere Voraussetzung für die Wahl einer Bordvertretung ist, dass das Schiff unter der deutschen Bundesflagge fährt.
Die Bordvertretung besteht auf Schiffen mit in der Regel
- 5 bis 20 wahlberechtigten Besatzungsmitgliedern aus einer Person,
- 21 bis 75 wahlberechtigten Besatzungsmitgliedern aus drei Mitgliedern,
- über 75 wahlberechtigten Besatzungsmitgliedern aus fünf Mitgliedern.

Für die Durchführung der Wahlen zum Seebetriebsrat gelten die in §§ 1 bis 31 der Wahlordnung Seeschifffahrt (WOS) festgelegten Regelungen. Die Fristen für das Wahlausschreiben und die Einreichung von Wahlvorschlägen sind gegenüber den Wahlen zum Betriebsrat erheblich verkürzt. Wenn die Wahlberechtigten eines Schiffes das mehrheitlich beschließen, kann die Wahl der Bordvertretung auch innerhalb von 24 Stunden durchgeführt werden (§ 115 Abs. 2 Nr. 6 BetrVG). Das ermöglicht eine Wahl während eines Liegetags im Hafen.

### Amtszeit
Erheblich abweichend von den Regelungen des BetrVG ist die Amtszeit der Bordvertretungen. Nach § 115 Abs. 3 BetrVG dauert die regelmäßige Amtszeit nur ein Jahr. Dann ist neu zu wählen. Das ist wohl der hohen Fluktuation innerhalb der Besatzungen geschuldet. 

### Wahlberechtigung
Wahlberechtigt sind alle Besatzungsmitglieder des Schiffes. Besatzungsmitglieder sind die in § 3 Abs. 1 des Seearbeitsgesetzes genannten Personen, also
- die Schiffsoffiziere,
- die sonstigen Angestellten, die ohne Schiffsoffiziere zu sein, eine überwiegend leitende, beaufsichtigende oder büromäßige Tätigkeit oder eine verantwortliche Tätigkeit ausüben,
- jedes andere in einem Heuerverhältnis stehende Besatzungsmitglied (Schiffsmann).

Der Kapitän gilt als leitender Angestellter im Sinne von § 5 Abs. 3 und 4 BetrVG und ist deswegen nicht wahlberechtigt.

### Wählbarkeit
Wählbar sind alle wahlberechtigten Besatzungsmitglieder des Schiffes, sofern sie das 18. Lebensjahr vollendet haben und seit einem Jahr Besatzungsmitglied eines Schiffes waren, das unter deutscher Flagge fährt. Jugend- und Auszubildendenvertretungen werden an Bord nicht gebildet.

## Geschäftsführung, Aufgaben
Für die Geschäftsführung der Bordvertretungen gelten wie für die Betriebsräte die §§ 26 bis 36 BetrVG entsprechend. Einschränkungen demgegenüber gibt es bei den Bordvertretungen vor allem bei den Freistellungen. Weder die gesamte Freistellung von Mitgliedern der Bordvertretungen ist vorgesehen noch die Freistellung für die Teilnahme an Bildungsveranstaltungen.
An Stelle von Betriebsversammlungen sind Bordversammlungen durchzuführen, auf denen der Kapitän auf Verlangen der Bordvertretung auch über die aktuelle Schiffsreise zu berichten hat.
Mitwirkungs- und Mitbestimmungsrechte der Bordvertretungen sind begrenzt durch die Entscheidungskompetenz des Kapitäns, entsprechen ansonsten aber denen des Betriebsrats. Die Bordvertretungen können im Rahmen ihrer Zuständigkeiten mit dem Kapitän Bordvereinbarungen abschließen, die den Betriebsvereinbarungen entsprechen.
Neben den Bordvertretungen ist für die Vertretung der Besatzungsmitglieder der Seebetriebsrat zuständig. Der Seebetriebsrat ist den Bordvertretungen nicht übergeordnet oder vorgesetzt. Seine Zuständigkeit tritt jedoch in folgenden Fällen ein (§ 116 Abs. 6 BetrVG):
- Wenn eine Angelegenheit oder Maßnahme des Arbeitgebers alle oder mehrere Schiffe oder die Besatzungsmitglieder aller oder mehrerer Schiffe des Seebetriebs betrifft,
- wenn es zwischen dem Kapitän und der jeweiligen Bordvertretung nicht zu einer Einigung gekommen ist und die Bordvertretung die Angelegenheit an den Seebetriebsrat abgibt oder
- in Angelegenheiten, in denen nach gesetzlichen Bestimmungen oder den von der Reederei übertragenen Befugnissen der Kapitän eines Schiffes nicht zur Entscheidung befugt ist.